# جيمس بيري (لاعب كرة قدم)
جيمس بيري (بالإنجليزية: James Berry)‏ هو لاعب كرة قدم بريطاني، ولد في 10 ديسمبر 2000 في ويغان في المملكة المتحدة. لعب مع هال سيتي.